# Liste von Scharfschützengewehren
Die Liste von Scharfschützengewehren enthält Scharfschützengewehre, die in den jeweiligen Ländern hergestellt werden oder wurden.
Hinweis: Eine Übersicht von Handfeuerwaffen A bis Z findet sich in der Liste der Handfeuerwaffen.

## Aserbaidschan
- İstiqlal

## Brasilien
- IMBEL .308 AGLC

## Belgien
- FN Ballista
- FN FNAR
- FN Model 30-11
- FN Special Police

## Deutschland
- Blaser R 93 Tactical
- Blaser Tactical 2
- Blaser LRS 2
- DSR-precision DSR 1-Familie
- ERMA SR100
- FORTMEIER Fortek  M2002
- G22 (Arctic warfare AWM-F, modifiziert)
- G24 (Arctic warfare AW50)[1]
- G28
- G29 (Haenel RS9)
- G82 (Barrett M82)
- Gewehr 43
- GOL-Sniper
- Haenel RS8
- HK G3SG1
- HK MSG90
- HK PSG1
- HKSL9SD
- Keppeler KS V
- Krico Sniper
- Mauser 66 SP
- Mauser 86 SR
- Mauser 98 Scharfschützengewehr
- Mauser SR 93
- Mauser SR 94
- Mauser SR 97
- Otto Repa SOC
- Sauer 202 Target
- Saxonia Pöhlberg Sniper
- Saxonia SM 96
- Saxonia SM 99
- Scharfschützengewehr 82 (SSG 82)
- STL Tac
- STL-2 Tac
- STL-C1/CC1 Tac
- SWS 2000
- Unique Alpine TPG-1
- Unique Alpine TPG-3 A4
- Walther JR Sniper
- Walther WA 2000
- Wieger PG-945
- Wieger STG-945

## Finnland
- 7.62 Tkiv 85
- Helenius RK-97
- Helenius RK-20
- Helenius RK-99
- Sako TRG
- TIKKA T3 TAC

## Frankreich
- FR-F1
- FR-F2
- MAS-36
- PGM Précision 338
- PGM Hécate II

## Griechenland
- EBO Kefefs

## Großbritannien
- Accuracy International AS50
- Arctic Warfare
- Armalon PR
- Lee-Enfield
- RPA Rangemaster
- No. 4 Mk. 1(T)
- Parker-Hale M-82
- Parker-Hale M-85

## Indien
- Vidhwansak

## Italien
- Beretta M501

## Israel
- IMI Galatz
- IMI SR-99
- TCI M89-SR

## Kanada
- Cadex Tremor
- Cadex Shadow
- Cadex Kraken

## Kroatien
- RT-20

## Norwegen
- Kongsberg 393 Sniper
- Vapensmia NM149

## Österreich
- Steyr Elite
- Steyr HS.50
- Steyr IWS 2000
- Steyr SSG 04
- Steyr SSG 08
- Steyr SSG 69
- Steyr SSG M1
- Steyr HS.460
- Steyr Elite 08
- Steyr AUG A3 Sniper
- Ritter & Stark SX-1 MTR
- Ritter & Stark SLX
- Voere M2
- Voere X3
- Voere X4
- Voere X5

## Philippinen
- MSSR (Gewehr) (Marine Scout Sniper Rifle)

## Polen
- Bor (Gewehr)
- WKW Wilk

## Republik China
- T93 (Gewehr)

## Rumänien
- PSL-Scharfschützengewehr

## Russland
- Dragunow-Scharfschützengewehr
- Mosin-Nagant
- Wintores-Scharfschützengewehr
- KSWK
- OSW-96
- SW-98
- SW-99
- SWDK
- SWN-98
- SWU (Gewehr)
- WSK-94
- WSSK Wychlop

## Schweiz
- Brügger & Thomet APR-Familie
- B&T SPR300
- SAN 511
- SG 550-1 Sniper
- SIG SSG 2000
- SIG Sauer SSG 3000
- SG SAPR
- ZFK 55

## Serbien
- Zastava M76
- Zastava M91
- Zastava M93

## Sowjetunion
Siehe #Russland.

## Südafrika
- NTW-20
- Truvelo SR

## Tschechische Republik
- Scharfschützengewehr vz. 54
- CZ 700
- ZVI Falcon

## Türkei
- MKE JNG 90
- KNT-308

## Ungarn
- Gepard (Gewehr)
- Szép

## USA
- Armalite AR-30
- Armalite AR-50
- AWC G2
- Barrett M82
- Barrett M95
- Barrett M98
- Barrett M99
- Barrett XM109
- Barrett XM500
- Big Boar Competition
- Bohica Arms FAR-50
- Bushmaster BA50
- CheyTac Intervention
- Cobb FA50
- Dakota Arms Longbow T-76
- Desert Tactical Arms Stealth Recon Scout
- Desert Tech Hard Target Interdiction (HTI)
- EDM Arms Windrunner
- Harris Gun Works M-86
- Harris Gun Works M-96
- KAC M110 SASS
- KAC SR-25
- M1 Garand
- M14 (Gewehr)
- M21 (Gewehr)
- M24 (Gewehr)
- M25 (Gewehr)
- M39 Enhanced Marksman Rifle
- M40 (Gewehr)
- Maadi-Griffin Model 89
- Maadi-Griffin Model 92
- McMillan M-92
- McMillan M-93
- McMillan Tac-50
- Remington 700
- Remington MSR
- Robar RC-50
- Ruger M77
- Savage 10FP
- Serbu BFG-50

## Volksrepublik China
- AMR-2
- Norinco JS 7.62
- Norinco QBU-88
- M99